# Euphaedra nipponicorum
Euphaedra nipponicorum är en fjärilsart som beskrevs av Robert H. Carcasson 1965. Euphaedra nipponicorum ingår i släktet Euphaedra och familjen praktfjärilar. Inga underarter finns listade i Catalogue of Life.